# Schöcklbach (Rötschbach)
Der Schöcklbach, ist ein gut 0,9 Kilometer langer Bach im Gebiet der Marktgemeinde Semriach im Bezirk Graz-Umgebung in der Steiermark. Er entspringt im östlichen Grazer Bergland am nordwestlichen Hang des Schöckls und mündet dann von links kommend in den Rötschbach.

## Verlauf
Der Schöcklbach entsteht in einem Waldgebiet am nordwestlichen Hang des Schöckls auf etwa 870 m ü. A., etwa 320 Meter südlich des Hofes Jodlbauer.
Der Bach fließt anfangs durch ein Waldgebiet für etwa 410 Meter nach Nordwesten, ehe er die Zufahrtsstraße zur Streusiedlung Oberrötschbach erreicht und auf einen relativ geraden Kurs nach Nordnordwest schwenkt. Auf diesen Kurs bleibt der Bach auch bis zu seiner Mündung. Er folgt dabei grob den Verlauf der Zufahrtsstraße und fließt durch einen Graben der im Westen und Osten von einer Anhöhe gebildet wird. Etwa 100 Meter vor seiner Mündung unterquert der Schöcklbach auch die Zufahrtsstraße.
Der Schöcklbach mündet nach gut 0,9 Kilometer langem Lauf mit einem mittleren Sohlgefälle von rund 11 % etwa 102 Höhenmeter unterhalb seines Ursprungs direkt westlich eines Wohnhauses, etwa 350 Meter nordöstlich der Streusiedlung Oberrötschbach in den als Oberer Rötschbach bezeichneten Oberlauf des Rötschbaches.
Auf seinem Lauf nimmt der Schöcklbach keine anderen Wasserläufe auf.